# Paul Ulenbelt
Paul Ulenbelt (Haaksbergen, 1 april 1952 – Leiden, 21 juli 2025) was een Nederlands socialistisch volksvertegenwoordiger en vakbondsman. Van 2006 tot 2017 was hij namens de Socialistische Partij lid van de Tweede Kamer der Staten-Generaal.

## Jeugd en studie
Ulenbelt groeide op in een middenstandsgezin in het Twentse Haaksbergen. Zijn vader was notarisklerk, zijn moeder apothekersassistent. Vanaf zijn 18e studeerde hij psychologie aan de Rijksuniversiteit Groningen. Hij was van 1972 tot 1973 voorzitter van de Groninger Studentenbond (GSb). In deze periode leidde hij verschillende protestacties tegen de verhoging van het collegegeld van 200 naar 1000 gulden.

## Loopbaan
Ulenbelt was van 1986 tot 1991 universitair docent en wetenschappelijke onderzoeker bij de faculteit Geneeskunde van de Universiteit van Amsterdam. Hij promoveerde in 1991 in de Arbeidsgezondheidskunde op een onderzoek naar factoren die de blootstelling aan chemische stoffen op het werk beïnvloeden. Tot 1991 was Ulenbelt lid van de Communistische Partij van Nederland (CPN). Van 1991 tot 1999 was hij bestuurder van de Industriebond FNV. In 1998 richtte hij binnen de FNV het Bureau Beroepsziekten op, dat schadeclaims wegens beroepsziekten van vakbondsleden behandelde.
Door Kamerlid Jan de Wit werd Ulenbelt in 2000 bij de SP gehaald. Voor iemand uit de FNV was dat toen nog een ongebruikelijke stap, omdat de connecties met de PvdA veel sterker waren. Maar bij die partij miste Ulenbelt wat hij bij de SP wel zag: het consequent opkomen voor mensen die het moeilijk hebben.
In 2004 werd hij fractiemedewerker van De Wit. Hij stond nummer 10 op de lijst voor de Tweede Kamerverkiezingen 2006 en werd gekozen in het parlement. Bij de verkiezingen haalde Ulenbelt 807 voorkeurstemmen. In de Kamer voerde hij het woord over rechten van werknemers, arbeidsomstandigheden en pensioenen. Hij kwam op voor de rechten van uitgebuite arbeidsmigranten en was tegen de verhoging van de AOW-leeftijd en wijzigingen in het pensioenstelsel. Ulenbelt werd geroemd omdat hij ondanks zijn achtergrond als hoogopgeleide academicus in het parlement de stem van de arbeider vertolkte.
In 2011 viel hij tijdens het wekelijkse Vragenuurtje op toen hij aan staatssecretaris van Sociale Zaken Paul de Krom vroeg: "Wat zou de staatssecretaris doen, wanneer hij hoorde: 'Uwazaj, jedzie pociag'". De Poolse woorden in deze vraag betekenen "Pas op, er komt een trein aan". Ulenbelt wilde hiermee de aandacht vestigen op de gebrekkige kennis van de Nederlandse taal bij arbeidsmigranten, wat een gevaar kan zijn voor de veiligheid op het werk.
Samen met Mariëtte Hamer van de PvdA diende hij in 2012 het initiatiefwetsvoorstel Zekerheid voor Flex in, waarin voorstellen stonden om knelpunten in de Werkloosheidswet, de Wet werk en inkomen en de Wet financiering sociale verzekeringen op te lossen en zo de positie van flexwerkers te verbeteren. Hamer trok zich terug toen de PvdA later dat jaar in de regering kwam. In het Sociaal akkoord van april 2013 werd een groot aantal van deze punten overgenomen.
Ulenbelt stelde zich niet verkiesbaar voor de Tweede Kamerverkiezingen van 2017. Op 23 maart 2017 nam hij afscheid. Voor de Eerste Kamerverkiezingen 2019 stond hij vijfde op de kandidatenlijst, maar de SP ging van negen naar vier zetels waardoor hij niet werd verkozen tot senator.

## Privéleven
Samen met vijf anderen kocht Ulenbelt in 1982 een vervallen monumentaal pand in Leiden, dat door hen werd opgeknapt en vervolgens opgesplitst in acht woonruimtes. Zijn vrouw, met wie hij een latrelatie had, woonde in hetzelfde pand. Samen hebben ze een zoon.
Ulenbelt overleed in juli 2025 in zijn woonplaats op 73-jarige leeftijd.